# Carolina di Erbach-Fürstenau
Carolina Amalia di Erbach-Fürstenau (Michelstadt, 29 settembre 1700 – Hildburghausen, 7 maggio 1758) è stata una sovrana tedesca. Contessa di Erbach-Fürstenau per nascita, a seguito di matrimonio divenne duchessa e, dal 1745 al 1748, reggente del ducato di Sassonia-Hildburghausen.

## Biografia
Carolina era figlia del conte Filippo Carlo di Erbach-Fürstenau e Michelstadt, signore di Breuberg (1677–1736) e della sua prima moglie, la contessa Carlotta Amalia di Kunowitz (1677–1722).
Venne data in moglie, il 19 giugno 1726, nel castello di Fürstenau al duca Ernesto Federico II di Sassonia-Hildburghausen. La coppia visse dapprima a Königsberg in Bayern, dove nacque il principe ereditario Ernesto Federico Carlo. Nel 1730 il duca fece costruire per sua moglie la residenza estiva di Carolinenburg. Nel 1744 Carolina ottenne anche, quale domicilio in caso di vedovanza, il castello di Eisfeld.
Dopo la morte del marito, avvenuta nel 1745, fu reggente del ducato per suo figlio primogenito, ancora minorenne. Con un decreto, adottato nel 1746, prese provvedimenti contro "gli zingari erranti ed i mendicanti", prevedendo anche l'applicazione della pena capitale. Strutturò il codice di procedura penale, e vietò la vendita di feudi, allodi e delle merci senza l'autorizzazione sovrana.
Quando nel ducato di Sassonia-Meiningen ebbe luogo un faticoso processo presso la Corte superiore, durato dal 1743 al 1752, avente ad oggetto l'amministrazione di Sonnefeld, Carolina riuscì, attraverso le negoziazioni del consigliere segreto Johann Sebastian Kobe von Koppenfels, a rendere il processo di estensione a lei favorevole.

## Discendenza
Carolina e Ernesto Federico ebbero quattro figli:
- Ernesto Federico III (1727-1780), duca di Sassonia-Hildburghausen;
- Federico Augusto Alberto (1728–1735);
- Federico Guglielmo Eugenio (1730–17959), sposò nel 1778 Carolina di Sassonia-Hildburghausen (1761–1790);
- Sofia Amalia Carolina (1732–1799), sposò nel 1749 il principe Luigi di Hohenlohe-Öhringen (1723–1805).